# Municipio de Carlisle (Dakota del Norte)
El municipio de Carlisle (en inglés: Carlisle Township) es un municipio ubicado en el condado de Pembina en el estado estadounidense de Dakota del Norte. En el año 2010 tenía una población de 100 habitantes y una densidad poblacional de 0,54 personas por km².

## Geografía
El municipio de Carlisle se encuentra ubicado en las coordenadas 48°48′15″N 97°21′35″O / 48.80417, -97.35972. Según la Oficina del Censo de los Estados Unidos, el municipio tiene una superficie total de 185.6 km², de la cual 185,6 km² corresponden a tierra firme y (0 %) 0 km² es agua.

## Demografía
Según el censo de 2010, había 100 personas residiendo en el municipio de Carlisle. La densidad de población era de 0,54 hab./km². De los 100 habitantes, el municipio de Carlisle estaba compuesto por el 97 % blancos y el 3 % eran de una mezcla de razas. Del total de la población el 0 % eran hispanos o latinos de cualquier raza.